# Kento Kawata
Kento Kawata (født 9. juli 1997) er en japansk fodboldspiller, som spiller for den japanske fodboldklub Tochigi SC.